# Lars Hedén
Lars Allan Hedén, född 4 september 1934 i Vänersborg, död 29 april 2013 i Borås, var en svensk fotbollsspelare (vänsterinner) och fotbollstränare med en aktiv karriär i Vänersborgs IF, AIK och Norrby IF och en tränarkarriär i Norrby, IF Elfsborg, Gais och Grimsås IF.

## Biografi
Hedén började sin fotbollskarriär i Vänersborgs IF, och värvades 1955 till allsvenska AIK. Han spelade dock bara 9 allsvenska matcher (2 mål) för AIK innan han återvände till Vänersborg 1957. 1960 gick han till Boråsklubben Norrby IF, där han blev kvar till 1968, och efter en kort återkomst till Vänersborg 1969 återvände han 1970 till Norrby som spelande tränare. Han blev kvar i klubben till 1972, och avslutade sedan sin aktiva karriär.
I stället blev han 1973 tränare för Norrbys lokalkonkurrent IF Elfsborg. 1976 återvände han än en gång till Norrby, och 1978 tog han sig an Göteborgsklubben Gais. Efter två år som tränare för ett ekonomiskt svagt och sportsligt orutinerat Gais som båda åren med nöd och näppe klarade sig kvar i division II södra gick han till Grimsås IF 1980–1981, och därefter tränade han återigen Elfsborg 1984.